# Elsemieke Daalder
Elsemieke Stephanie Daalder (Leiden, 1987) is een Nederlands rechtshistorica. Daalder is hoogleraar aan de Westfaalse Wilhelms-Universiteit te Münster, Duitsland.
Daalder is de dochter van Eric Daalder, staatsraad bij de Afdeling bestuursrechtspraak van de Raad van State en voormalig plaatsvervangend landsadvocaat. Ze bracht haar middelbareschooltijd door aan het Stedelijk Gymnasium Leiden, waar ze in 2005 eindexamen deed. Ze studeerde vervolgens Griekse en Latijnse Taal en Cultuur (2005-2012) en rechten (2007-2012, afstudeerrichting civiel recht) aan de Universiteit Leiden, waar ze in beide disciplines cum laude afstudeerde. Tijdens haar studie werd ze lid van Mordenate College, de studievereniging voor excellente rechtenstudenten opgericht door Hein Schermers. Na haar afstuderen kreeg ze een beurs van de Nederlandse Organisatie voor Wetenschappelijk Onderzoek voor een promotie-onderzoek in het Romeinse recht, naar de rechtspraakverzamelingen van Julius Paulus, een vooraanstaande Romeinse jurist uit de tijd van keizer Septimius Severus. Voor haar onderzoek verbleef ze ook enkele maanden aan het Koninklijk Nederlands Instituut Rome (KNIR).
Op 23 oktober 2018 promoveerde Daalder cum laude op haar proefschrift getiteld De rechtspraakverzamelingen van Julius Paulus. Recht en rechtvaardigheid in de rechterlijke uitspraken van Septimius Severus; promotoren waren Willem Zwalve en Egbert Koops. Het proefschrift werd datzelfde jaar uitgegeven door Boom Juridische uitgevers te Den Haag; het won de Ted Meijersprijs 2019 voor de beste dissertatie op het gebied van de geesteswetenschappen in relatie tot Italië en in het bijzonder tot Rome, toegekend door het KNIR; Premio della Corte costituzionale, een driejaarlijkse prijs voor de beste rechtshistorische dissertatie; en de J.C. Ruigrokprijs 2020, een vierjaarlijkse prijs van de Koninklijke Hollandsche Maatschappij der Wetenschappen. In 2016 won ze samen met Ruben de Graaff de Publicatieprijs van de Vereniging voor Burgerlijk Recht voor het artikel "Rome, Luxemburg, Den Haag: De prejudiciële procedure als rechtsvormend instrument"; in 2017 ontving ze de "JSVO Onderwijsprijs" voor beste werkgroepdocent.
Na haar promotie werd Daalder universitair docent rechtsgeschiedenis aan de Leidse rechtenfaculteit en vervolgens universitair hoofddocent. In maart 2023 werd ze benoemd tot hoogleraar rechtsgeschiedenis aan de Universiteit Münster (voorheen Westfaalse Wilhelms-Universiteit).